# Von Stahl
von Stahl är ett efternamn, som burits av en svensk adelsätt, som utvandrat till Tyskland och som förmodas vara utslocknad. Den är avförd från Riddarhuset. Namnet förekommer också i Tyskland utan genealogiskt samband med den svenska släkten.

## Ursprung
Den svenska ätten påstås ha sitt ursprung i en schweizisk adlig ätt med namnet von Stahl. En schweizisk harnesksmed  Johan von Stahl skall ha invandrat till Sverige på 1520-talet och varit verksam i Jönköping och Huskvarna, där han skall ha varit bland dem som först anlade Huskvarna gevärsfaktori och krutbruk. Han skall vidare ha 
fått en gård i Rogberga socken i förläning av Gustav Vasa för sig och sina efterkommande. Dessa blev därmed bönder och skall ha ändrat namnet först till Stahl och sedan till Ståhl.
Berättelsen återgavs efter ättartavlor i Riddarhuset 1858–1864 av Anrep men refererades 1925–1936 bara summariskt av Elgenstierna, som hade möjlighet till kritisk bedömning och som lämnar frågan om sanningshalten öppen.
Jönköping och senare Huskvarna fick under 1600-talet ett uppsving genom järnmalmen från det närbelägna Taberg. Gevärsfaktoriet som Anrep refererar till, anlades således på 1680-talet. 
Utnyttjandet av Tabergsmalmen går tillbaka till 1400-talet, men driften var ännu på 1500-talet sporadisk och utan plan. Detta understryker osäkerheten i berättelsen om ättens ursprung.
Ättartavlan omfattar först två generationer med bönder följt av två generationer med präster fram till den adlade juristen och ämbetsmannen Samuel Ståhl, adlad von Stahl (1775–1833).

## Adelsätten
Med hänvisning till sin härstamning fick Samuel Ståhl 1815 rätt av Kunglig Majestät att kalla sig von Stahl.  Han adlades 1816 med detta namn och introducerades 1817 på Riddarhuset under nummer 2246. Adlandet skedde enligt §37 av Regeringsformen 1809, vilket innebar att bara den adlade själv och efter honom endast huvudmannen bland hans avkomlingar var adliga.
Sanuel von Stahl, född Ståhl,  född 1775 i Värnamo,  studerade vid Lunds universitet och hade sedan förordnanden vid Göta hovrätt och i statsförvaltningen i Stockholm. Han var häradshövding i Västergötland och på Gotland samt var två gånger tillförordnad landshövding i Älvsborgs län. Han dog i Stockholm 1833.
Med sin hustru Anna Hedvig Brink (1782–1857) fick Simon von Stahl fyra söner och en dotter. Tre av sönerna, bland dem Herman von Stahl, dog tidigt och utan att efterlämna manliga arvingar. Adelskapet gick därför 1836 över till den yngste sonen, David Emil von Stahl (1806–1865), Denne studerade i Uppsala och hade sedan förordnanden i statsförvaltningen i Stockholm. Från 1836 var han  verksam i Tyskland, bland annat som svensk och norsk generalkonsul i Hamburg och  Hannover. Han gifte sig 1837 i Hamburg och blev senare godsägare i Mecklenburg, där han också blev ridderskapsledamot av lantdagen. Han kallade sig då von Stahl-Langhagen efter ett gods han mottagit i förläning. Om hans son, Emil Edgar Fredrik von Stahl, född 1848 i Hamburg, föreligger inga uppgifter.
Med  David Emil von Stahls död 1865 betraktades släkten som utgången på manssidan i Sverige. På spinnsidan fortlevde den i Sverige till 1913 med en sondotter till släktens först adlade. Den avfördes 1944 från Riddarhuset och betraktades då som utdöd.

## En annan släkt
Juristen och politikern Alexander von Stahl, en av få personer i dagens Tyskland med namnet, tillhör en släkt med baltiskt ursprung.